# Camponotus thales
Camponotus thales är en myrart som beskrevs av Auguste-Henri Forel 1910. Camponotus thales ingår i släktet hästmyror, och familjen myror. Inga underarter finns listade.